# Bela vrtnica

Naše ljudstvo je pretreseno zaradi propada naših mož pred Stalingradom. Tristo trideset tisoč nemških mož je genialna strategija vodenja vojne nesmiselno in neodgovorno pognala v smrt in pogubo. Firer, zahvaljujemo se ti!

Navedek iz zadnjega letaka
Bela vrtnica (nemško Die Weiße Rose) je bila nenasilna uporniška skupina nemških mladostnikov, ki je delovala od junija 1942 do februarja 1943 in s svojimi letaki poskušala zanetiti upor proti Adolfu Hitlerju in nacizmu. Na delovanje Bele vrtnice danes spominjajo spominska plošča na dvorišču münchenske univerze, številne knjige in film Zadnji dnevi Sophie Scholl. Prek Hansa, ki je študiral medicino na Univerzi v Münchnu (nem. Ludwig-Maximilians-Universität München), je spoznala študente, ki so njeno odklanjanje nacističnega režima samo še podkrepili. Kljub bratovim poskusom, da bi jo zadržal izven kroga teh odpornikov proti nacionalističnemu režimu, se je Sophie uspelo pridružiti njihovi skupini. Odločena za javno kritiko nacizma, je sodelovala pri izdelavi in deljenju letakov Bele vrtnice. Belo vrtnico je sestavljalo pet študentov: Sophie Scholl, njen brat Hans Scholl, Alex Schmorell, Willi Graf ter Christoph Probst, pri njihovih akcijah pa so jim pomagali še Hansova in Sophiejina sestra Inge Scholl ter profesor filozofije Kurt Huber.
Člani Bele vrtnice so delili svoje letake, jih puščali v telefonskih govorilnicah in parkiranih avtomobilih, ter jih dajali svojim kolegom, ki so jih nato razdelili še v drugih mestih. Januarja 1943 je Sophie prvič sodelovala pri izdelavi enega izmed teh letakov. Letaki, razdeljeni v Kölnu, Stuttgartu, Berlinu in na Dunaju so povzročili razburjenje, ki je vodilo k intenzivnemu iskanju storilcev. Februarja pa je tajna državna policija gestapo posumila, da so za deljenje letakov odgovorne osebe iz študentskih krogov v Münchnu. Sredi februarja 1943 so izdelali že šesti letak po vrsti s pozivom, da je treba strmoglaviti nacistični režim in ustanoviti »novo poduhovljeno Evropo«. S pomočjo grofa Helmutha Jamesa von Moltkeja je letak prišel vse do Združenega kraljestva, kjer so ga jeseni 1943 ponatisnili. Letake so nato britanska letala odvrgla nad Nemčijo, njihovo geslo pa so širili tudi preko oddajnika BBC.
Njihove dejavnosti so se začele v Münchnu 27. junija 1942. Končale so se 18. februarja 1943, ko je osrednje člane skupine aretiral Gestapo.

## Obsodbe in usmrtitve
Hansa in Sophie Scholl ter Christopha Probst so štiri dni po njihovi aretaciji, 22. februarja 1943, usmrtili z giljotino.
Med sojenjem obtoženi niso imeli pravice do govora, kljub temu pa je Sophie Scholl med izrekom obtožbe večkrat prekinila sodnika.